# Nadav Lapid
Nadav Lapid (en hebreo: נדב לפיד‎, Tel Aviv, 8 de abril de 1975) es un escritor, director de cine y crítico literario israelí.

## Biografía
Nacido en una familia de artistas, Lapid estudió filosofía en la Universidad de Tel Aviv y se mudó a París después de realizar su servicio militar pasando allí de los 23 a los 25 años. Trabajó como periodista deportivo antes de iniciar su carrera cinematográfica. Regresó a Israel para obtener un título en la Escuela de Cine y Televisión Sam Spiegel en Jerusalén.
Tras realizar tres cortometrajes durante sus estudios den la Escuela de cine y de Televisión Sam Spiegel fue seleccionado en 2008 en la residencia de la Cinefundación del Festival de Cannes y escribió el escenario de su primer largometraje El Policía, durante su estancia. 
En 2009 publicó su primera novela Danse encore (en hebreo: Tamšiyk lirqwd‎) en la editorial Actes Sud.
Este primer largometraje ganó el Premio Especial del Jurado del Festival de Locarno en el Festival Internacional de Cine de Locarno en 2011. 
Su película de 2014, The Kindergarten Teacher, se presentó en la Semana Internacional de la Crítica de 2014. Lapid fue nombrado miembro del jurado de la sección de la Semana Internacional de la Crítica del Festival de Cine de Cannes 2016 . Recibió el Chevalier des Arts et des Lettres.
En 2019 estrenó Sinónimos retrato autobiográfico de un joven israelí que, tras finalizar el servicio militar, viaja a París para renunciar por completo a su nacionalidad y su cultura. El guion tiene mucha influencia autobiográfica. La película logró el premio Oso de Oro en el 69° Festival Internacional de Cine de Berlín en febrero de 2019.
Dos años más tarde estrenó La rodilla de Ahed, con la cual realiza una crítica a la censura del arte en Israel. La película recibió el Premio del Jurado en el Festival de Cannes.
En 2025, su película Yes se estrena en el Festival de Cannes en la sección Quincena de Cineastas.

## Películas
- Emile's Girlfriend (2006)
- Policía en Israel (2011) largometraje
- Footsteps in Jerusalem (2013)
- La profesora de parvulario (2014) largometraje
- Sinónimos (2019) largometraje
- La rodilla de Ahed (2021)
- Yes (2025)

## Documentales
- Mahmud works in the industry[10]